# Horný Pial
Horný Pial (deutsch Oberpill, ungarisch Felsőpél) ist eine Gemeinde im Westen der Slowakei mit 489 Einwohnern (Stand 31. Dezember 2024), die zum Okres Levice, einem Teil des Nitriansky kraj, gehört.

## Geographie
Die Gemeinde befindet sich am östlichen Rand des Hügellands Hronská pahorkatina innerhalb des slowakischen Donautieflands, am rechten Ufer des Flusses Liska im Einzugsgebiet der Žitava. Das Ortszentrum liegt auf einer Höhe von 170 m n.m. und ist 16 Kilometer von Levice entfernt.
Nachbargemeinden sind Lok im Norden, Bajka im Osten, Dolný Pial im Süden, Beša im Südwesten, Jesenské im Westen und Iňa im Nordwesten.

## Geschichte

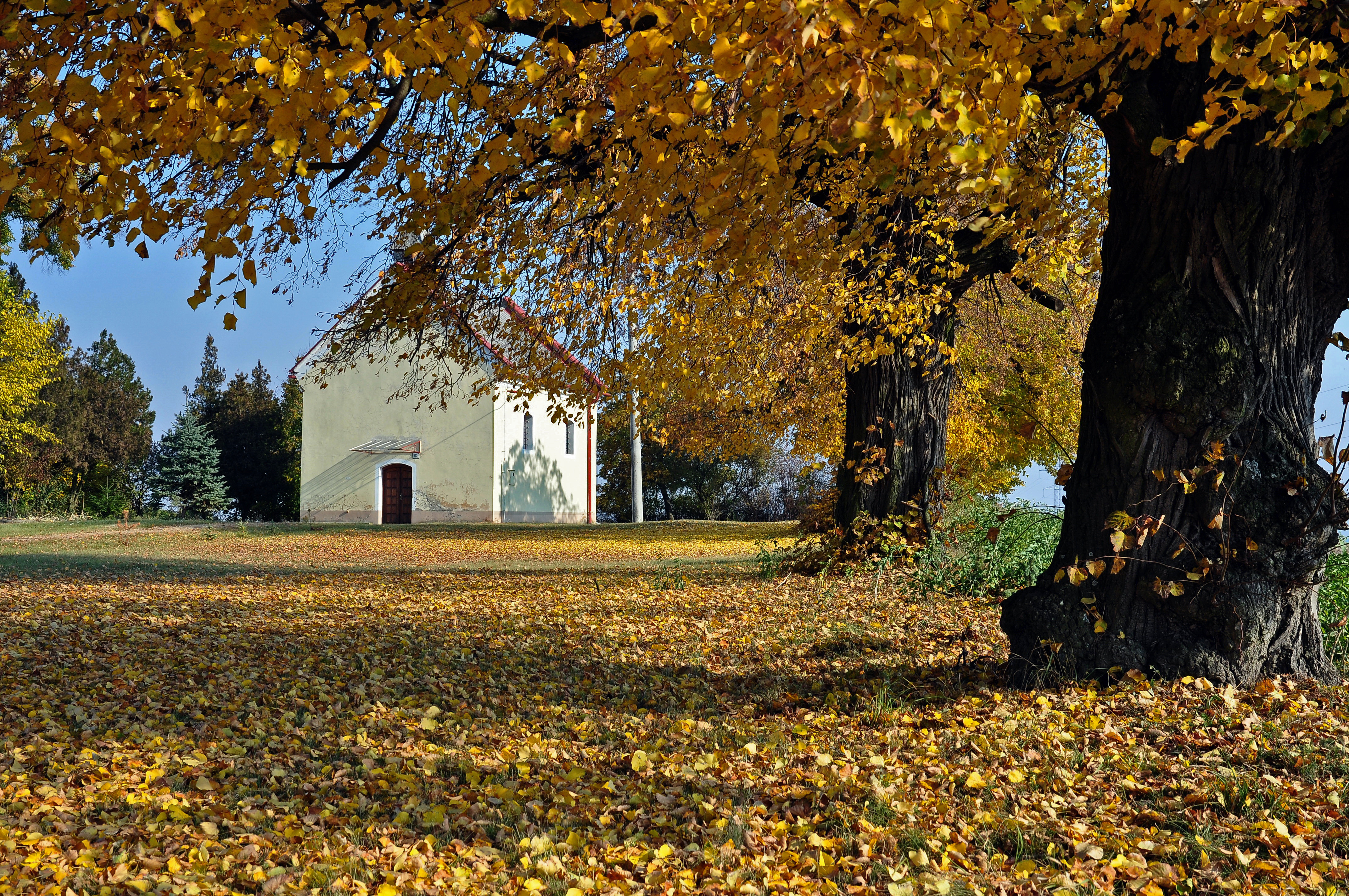
Kirche Mariä Geburt in Horný Pial

Der Ortsname erscheint zum ersten Mal im Jahr 1209 in der Form Pelly, 1251 wurde der Ort Besitz der landadligen Familie Bolyár-Pélyi. Später war das Dorf Gut der Familie Hunyady aus Kálna und teilweise Majthényi. 1601 standen 30 Häuser im Ort, 1715 gab es Weingärten, 1720 wohnten 17 Steuerzahler hier, 1828 zählte man 55 Häuser und 349 Einwohner, die als Landwirte beschäftigt waren.
Bis 1918 gehörte der im Komitat Bars liegende Ort zum Königreich Ungarn und kam danach zur Tschechoslowakei beziehungsweise heute Slowakei. Auf Grund des Ersten Wiener Schiedsspruchs lag er 1938–1945 noch einmal in Ungarn.

## Bevölkerung
| Jahr                | 1994 | 2004    | 2014    | 2024    |
| ------------------- | ---- | ------- | ------- | ------- |
| Anzahl der Personen | 307  | 298     | 277     | 287     |
| Unterschied         |      | −2,93 % | −7,04 % | +3,61 % |

| Jahr                | 2023 | 2024    |
| ------------------- | ---- | ------- |
| Anzahl der Personen | 279  | 287     |
| Unterschied         |      | +2,86 % |

Nach der Volkszählung 2011 wohnten in Horný Pial 279 Einwohner, davon 145 Slowaken, 104 Magyaren und vier Tschechen. Ein Einwohner gab eine andere Ethnie an und 25 Einwohner machten keine Angabe zur Ethnie.
156 Einwohner bekannten sich zur römisch-katholischen Kirche, 61 Einwohner zur reformierten Kirche, vier Einwohner zur Evangelischen Kirche A. B. und drei Einwohner zu den christlichen Gemeinden. 27 Einwohner waren konfessionslos und bei 28 Einwohnern wurde die Konfession nicht ermittelt.

## Bauwerke
- römisch-katholische Kirche Mariä Geburt wahrscheinlich aus dem 13. Jahrhundert, eine einschiffige Kirche mit einer Apsis[6]
- reformierte (calvinistische) im klassizistischen Stil aus dem Jahr 1837[7]

## Verkehr
Durch Horný Pial verläuft die Straße 2. Ordnung 580 zwischen Šurany und Kalná nad Hronom und es gibt eine Haltestelle an der Bahnstrecke Nové Zámky–Zvolen.